# Polydesma collusoria
Polydesma collusoria är en fjärilsart som beskrevs av Emilio Berio 1954. Polydesma collusoria ingår i släktet Polydesma och familjen nattflyn. Inga underarter finns listade i Catalogue of Life.